# Hovby
Hovby er en bebyggelse på Sydsjælland i Faxe Sogn. Den er i dag er sammenvokset med Faxe.
Hovby er nævnt i 1348 (Howby). Navnet kan være afledet af "hov" og henvise til et hedensk hovsted. Landsbyen blev udskiftet i 1796.
I Hovby findes en hellig kilde kaldet Sct. Hans kilde, Rosenkilden eller blot Hovby kilde. I mange år blev der holdt markeder ved kilden. I 1838 blev der rejst et kildehus, som i 1980 blev restaureret. Kildehuset har pyramidetag, og vandet løber ud via et slangehoved i metal til en døbefont af sandsten. Tidligere har mejerier og Fakse Vandværk hentet vand fra kilden.